# María Ana López Pacheco y Álvarez de Toledo Portugal
María Ana López Pacheco y Álvarez de Toledo Portugal (Madrid, 22 de agosto de 1729- 28 de noviembre de 1768) fue un miembro de la nobleza de España, XIV marquesa de Aguilar de Campoo, XII condesa de Oropesa,  XI condesa de Alcaudete, XI condesa de Deleitosa, VIII marquesa de Jarandilla, IX  marquesa de Frechilla y Villarramiel, XV condesa de San Esteban de Gormaz, VII marquesa del Villar de Grajanejos y grande de España.  

## Biografía
Fue hija del matrimonio entre Andrés Luis López-Pacheco y Osorio, grande de España, X duque de Escalona, XIII marqués de Aguilar de Campoo, X marqués de Villena, VIII Marqués de la Eliseda, X conde de Xiquena, XVII conde de Castañeda y XIV conde de San Esteban de Gormaz y su primera esposa Ana María Álvarez de Toledo Portugal, XI condesa de Oropesa con Grandeza de España, VII marquesa de Jarandilla, VIII marquesa de Frechilla y Villarramiel, VI marquesa del Villar de Grajanejos, X condesa de Alcaudete, X condesa de Deleitosa.
María Ana tuvo tres casamientos. El primero lo llevó a cabo en Escalona, el 10 de noviembre de 1748 con su tío, Juan Pablo López Pacheco Moscoso, XI duque de Escalona. En segundas nupcias casó en Madrid, el 26 de noviembre de 1755, con Felipe Neri. Su tercer enlace matrimonial se llevó a cabo en Madrid, el 17 de julio de 1764, con Manuel José Pacheco Téllez Girón.
A pesar de haber tenido tres esposos, María Ana no tuvo descendencia.
- Datos: Q5686084